# Nguyên Lăng
Nguyên Lăng (沅陵县), Hán Việt: Nguyên Lăng huyện) là một huyện của địa cấp thị Hoài Hóa, tỉnh Hồ Nam, Cộng hòa Nhân dân Trung Hoa. Đây là huyện có diện tích lớn nhất Hồ Nam. Huyện Nguyên Lăng được Hán Cao Tổ Tây Hán thành lập (năm 202 TCN) Huyện này có diện tích 5825 km2, dân số năm 2004 là 622.000 người, trong đó dân số nông nghiệp là 551.000 người. Các đơn vị hành chính gồm 7 trấn (Tức Nguyên, Ốc Khê, Ngũ Cường Khê, Minh Khê Khẩu, Ma Khê, Lương Thủy Tỉnh, Quan Trang), 42 hương và 3hương dân tộc.